# Бесада
Бесада (фр. Béssada) — деревня и супрефектура в Чаде, расположенная на территории региона Мандуль. Входит в состав департамента Восточный Мандуль.

## Географическое положение
Деревня находится в южной части Чада, к северу от реки Мандуль, на высоте 508 метров над уровнем моря.
Населённый пункт расположен на расстоянии приблизительно 447 километров к юго-востоку от столицы страны Нджамены.

## Население
По данным официальной переписи 2009 года численность населения Бесады составляла 20 899 человек (10 297 мужчин и 10 602 женщины). Население супрефектуры по возрастному диапазону распределилось следующим образом: 50,2 % — жители младше 15 лет, 45,7 % — между 15 и 59 годами и 4,1 % — в возрасте 60 лет и старше.

## Транспорт
Ближайший аэропорт расположен в городе Кумра.